# Hogg (cráter)

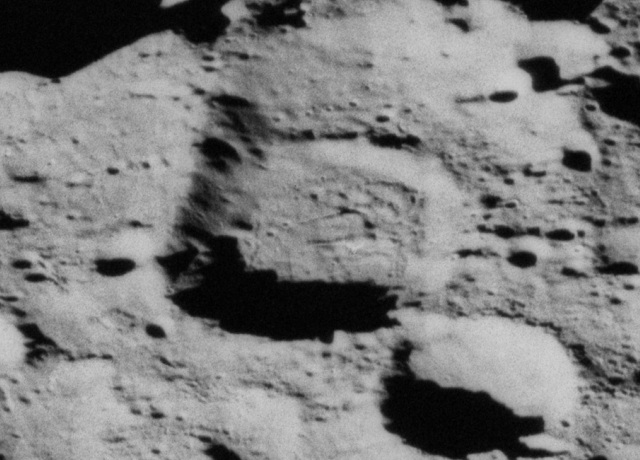
Fotografía de la misión Apolo 16

Hogg es un cráter de impacto situado en la cara oculta de la Luna. Se halla a menos que un diámetro de distancia del cráter algo más grande Kidinnu, situado al sur-sudoeste.
|  |

Se trata de un antiguo cráter muy desgastado, con un borde exterior que ha sido erosionado hasta el punto de formar una cresta redondeada alrededor del interior, con pequeños cráteres marcando el brocal al sur y al suroeste. El interior presenta algunas hendiduras ligeras en la superficie y una depresión baja en forma de cráter en la mitad sur.

## Cráteres satélite
Por convención estos elementos se identifican en los mapas lunares colocando la letra en el lado del punto medio del cráter que está más cercano a Hogg.
|      | \| Hogg \| Coordenadas \| Diámetro \| \| ---- \| ------------------------------ \| -------- \| \| E \| 34°06′N 124°54′E / 34.1, 124.9 \| 21 km \| \| K \| 31°06′N 123°30′E / 31.1, 123.5 \| 19 km \| \| P \| 32°30′N 121°24′E / 32.5, 121.4 \| 26 km \| \| T \| 33°54′N 119°00′E / 33.9, 119.0 \| 27 km \| |          |
| Hogg | Coordenadas | Diámetro |
| E    | 34°06′N 124°54′E / 34.1, 124.9 | 21 km    |
| K    | 31°06′N 123°30′E / 31.1, 123.5 | 19 km    |
| P    | 32°30′N 121°24′E / 32.5, 121.4 | 26 km    |
| T    | 33°54′N 119°00′E / 33.9, 119.0 | 27 km    |